# Rémi Santiago
Pour les articles homonymes, voir Santiago (homonymie).
Rémi Santiago (né le 10 décembre 1980) est un sauteur à ski français.

## Palmarès

### Jeux Olympiques
| Épreuve / Édition | Salt Lake City 2002 |
| Grand Tremplin    | 33e                 |
| Par Equipes       | 10e                 |

### Championnats du monde de vol à ski
| Épreuve / Édition | Harrachov 2002 |
| Individuel        | 17e            |

### Coupe du monde de saut à ski
- Meilleur classement final: 86e en 2002.
- Meilleur résultat: 29e.